# Bratislavský lesný park

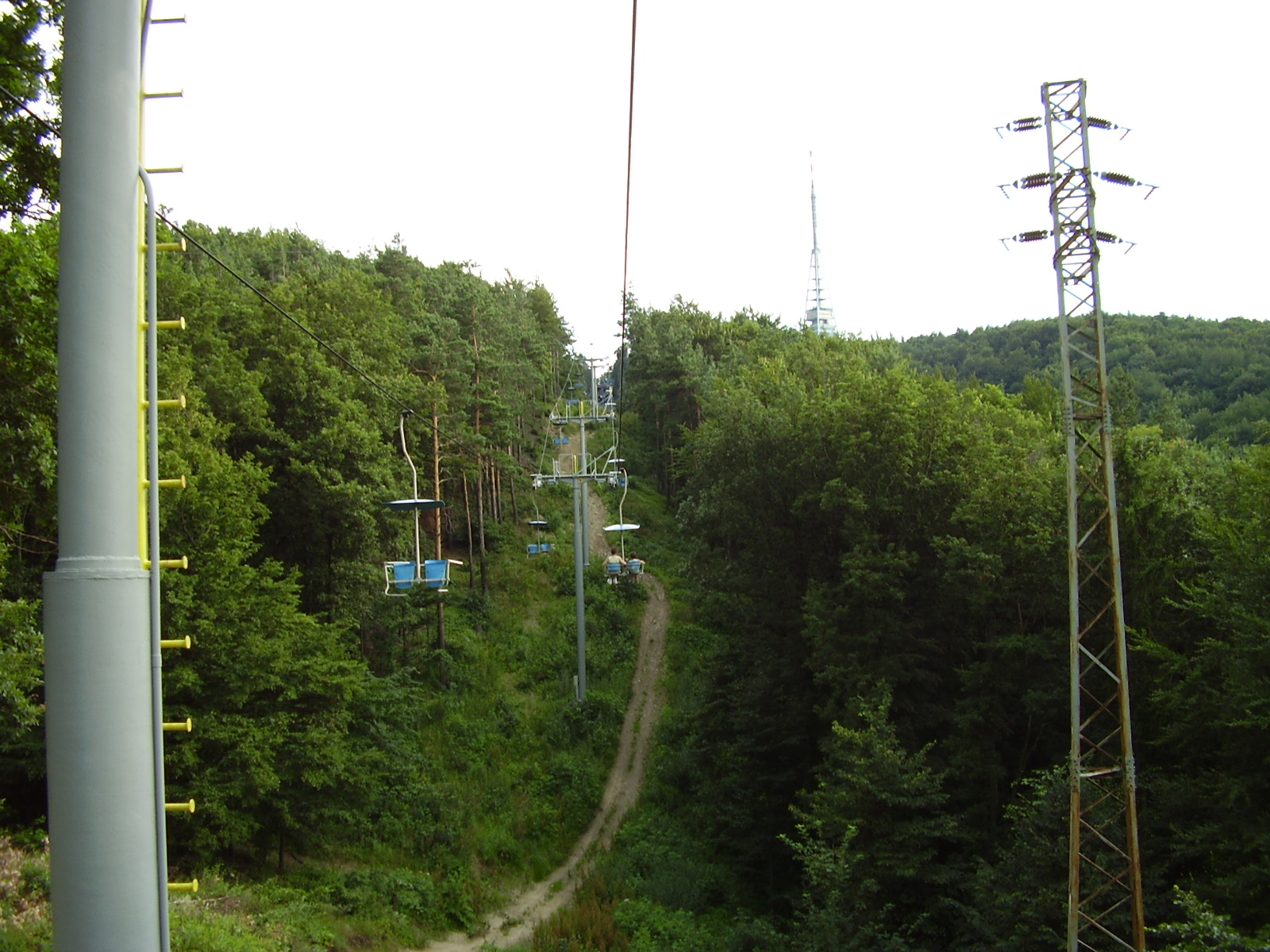
Die Sesselbahn von Železná studienka nach Koliba, mit dem Fernsehturm Bratislava im Hintergrund

Der Bratislavský lesný park (deutsch Preßburger Gebirgspark) ist ein Waldpark (eigentlich Wald) in Bratislava (Preßburg) in den Kleinen Karpaten. Die Verwaltung erfolgt durch die städtische Organisation Bratislavské mestské lesy (deutsch Pressburger Stadtwälder) und liegt in den Stadtteilen Staré Mesto (dt. Altstadt), Nové Mesto (Neustadt), Lamač (Blumenau), Záhorská Bystrica (Bisternitz) und Rača (Ratzersdorf). Die Größe des Parks beträgt 27,3 km²; der Wald überdeckt 96 % der Fläche, der Rest sind Wiesen, Gewässer und Gebäude. Der Park besitzt eine ursprüngliche Flora und Fauna, wie z. B. Dachse, Rotfüchse und Mufflons. Der Fluss Vydrica (Weidritzer Bach), durchströmt diesem Park.
Im Park liegen zahlreiche beliebte Ausflugsziele wie die Partizánska lúka (wörtlich „Partisanenwiese“), Železná studienka (deutsch Eisenbrünnl), Koliba (Strohhütte) und der Fernsehturm am Gemsenberg (slow. Kamzík). Mehrere Wander- und Radwege verlaufen durch das Parkgebiet.
Nach einer im Juni 2012 durchgeführten Untersuchung kommen 62 % der Besucher bei Červený most (deutsch Rote Brücke) in den Park, gefolgt von Koliba und Straße Pekná cesta in Rača. Radfahrer, die 13 % aller Besucher ausmachten, fahren am meisten durch die Straße Potočná in den Park.